# Chrysotrichia trifida
Chrysotrichia trifida är en nattsländeart som beskrevs av Wolfram Mey 1998. Chrysotrichia trifida ingår i släktet Chrysotrichia och familjen smånattsländor. Inga underarter finns listade i Catalogue of Life.